# Я обслуживал английского короля (фильм)
«Я обслуживал английского короля» (чеш. «Obsluhoval jsem anglického krále») — художественный фильм чешского режиссёра Иржи Менцеля, снятый по одноимённому роману Богумила Грабала в 2006 году. Обладатель главной национальной кинонаграды «Чешский лев» в категории Лучший фильм 2006 года.

## Сюжет
Отсидевший почти пятнадцать лет в тюрьме, бывший владелец гостиницы Ян Дите отправляется на постоянное место жительства в Судеты и поселяется в одном из брошенных вынужденными переселенцами домов. Переосмыслив прожитую жизнь, успокоенный и умиротворённый, он вспоминает свою молодость, прошедшую в постоянном стремлении к манившему его богатству.
Начавший свой путь с мелкой розничной торговли, он становится официантом, меняя с помощью протекции своего нового знакомого скромную пивную на фешенебельный ресторан. Женитьба на этнической немке позволила найти работу и после гитлеровской оккупации. В конце войны Лиза привезла коллекцию редких почтовых марок, собранную ею в домах выселенных евреев.
Продажа марок, полученных таким путём, позволила Яну стать миллионером и собственником отеля. Ценой успеха стала жизнь Лизы, пытавшейся спасти марки под бомбёжкой, и арест самого Дите, последовавший после национализации его имущества новыми коммунистическими властями.

## В ролях
| Актёр                        | Роль                      |
| ---------------------------- | ------------------------- |
| Иван Бырнев                  | Ян Дите в молодости       |
| Ольдржих Кайзер              | Ян Дите                   |
| Юлия Йенч                    | Лиза                      |
| Мариан Лабуда                | Валден                    |
| Милан Ласица                 | профессор                 |
| Зузана Фиалова               | Марцела                   |
| Мартин Губа                  | Скриванек                 |
| Йозеф Абргам                 | Брандейс                  |
| Петра Гржебичкова            | Ярушка                    |
| Иржи Лабус                   | хозяин гостиницы          |
| Иштван Сабо                  | биржевой маклер           |
| Эмилия Вашариова             | Райская, хозяйка борделя  |
| Рудольф Грушинский (младший) | директор гостиницы Тихота |
| Рудольф Елинек               | эпизод                    |

## Награды и номинации
- 2007 — Берлинский кинофестиваль
  - Специальный приз международной федерации кинопрессы ФИПРЕССИ (Иржи Менцель)
  - Номинация на «Золотого медведя» (Иржи Менцель)
- 2007 — Международный кинофестиваль братьев Манаки
  - «Золотая камера» (Яромир Шофр)
- 2007 — Чешский лев
  - Лучший фильм
  - Лучший режиссёр (Иржи Менцель)
  - Лучшая операторская работа (Яромир Шофр)
  - Лучший актёр второго плана (Мартин Губа)
- 2007 — European Film Awards
  - Номинация на приз зрительских симпатий (Иржи Менцель)
- 2007 — Международный кинофестиваль в Софии
  - Приз зрительских симпатий (Иржи Менцель)
- 2008 — Фестиваль комедийных фильмов в Пеньисколе
  - Лучший фильм (Иржи Менцель)